# Embalse Ancoa
El embalse Ancoa es una obra hidráulica de almacenamiento de aguas con fines de uso agrícola ubicada a 42 km al oriente de Linares (Chile), en la Región del Maule.

## Ubicación, propiedad y funciones
Está ubicado a 42 km al oriente de la ciudad de Linares y sirve al riego de 40.000 ha que favorecen a más de 3 mil regantes del Maule sur con un aumento de la seguridad de riego de un 30% a un 85%.

## Represa
Es una presa de tierra, que en un proyecto muy anterior tenía una altura de 62 m para almacenar 80 hm³.: 8 

## Hidrología
El embalse es alimentado por las aguas del río Ancoa que a su vez también recibe aguas del río Melado a través del canal Melado.

## Historia
El embalse tiene una larga historia que comienza con el inicio de su construcción en 1957. En 1965 se suspendieron los trabajos que ya habían terminado las obras de desviación, que consisten en la ataguía y el túnel de desviación,
el colchón disipador de energía del vertedero, la parte inferior del núcleo del muro y el escarpe de la zona de empotramiento en el lado izquierdo. Finalmente fue terminado en 2012.
En 2015, la Superintendencia del Medio Ambiente denunció al Ministerio de Obras Públicas, en su calidad de encargados del proyecto “Embalse Ancoa”, tras detectar que se habían permitido el paso de un caudal menor al caudal ecológico exigido.